# From the Heart of a Woman
From the Heart of a Woman — студійний альбом американської блюзової співачки Коко Тейлор, випущений у січні 1981 року лейблом Alligator. Як запрошені артисти в записі взяли участь Біллі Бранч, Емметт Сандерс і А. К. Рід. Того ж року альбом був номінований на премії «Греммі» (в категорії «Найкращий запис етнічної або народної музики») і «Blues Awards» (в категорії «Альбом року»).

## Про альбом
Записаний альбом 1980 року на студії Streeterville Studios в Чикаго. Тейлор акомпанує майже той самий склад гурту, що брав участь у записі дебютного альбому на Alligator у 1975 році, гітаристи Крісс Джонсон і Семмі Лоугорн, клавішник Білл Гайд, басист Корнеліус Бойсон і ударник
Вінс Чеппелл. Серед запрошених гостей на альбом присутні Біллі Бранч (гармоніка на двух треках), Еммет Сандерс (гітарне соло на треку 4) і А. К. Рід (тенор-саксофон на треку 3). Для цього альбому співачка написала лише одну пісню («It Took a Long Time»), інші — це кавер-версії, включаючи баладу «I'd Rather Go Blind» Етти Джеймс, «If You Got a Heartache» Боббі Бленда та «If Walls Could Talk» Літтла Мілтона. Окрім чиказького блюзу, репертуар альбому включає пісні в жанрах соул, свінг і ритм-енд-блюз. Продюсували альбом Коко Тейлор і Брюс Іглауер.
Це альбом став третім для Тейлор на лейблі Alligator, який був виданий на LP у січні 1981 році; на CD був перевиданий лише 1989 року.

## Визнання
1981 року на 24-й церемонії вручення премії «Греммі» альбом був номінований в категорії «Найкращий запис етнічної або народної музики». Того ж року на 2-й церемонії вручення премії «Blues Awards» альбом був номінований в категорії «Альбом року»

## Реакція критиків
Оглядач AllMusic Білл Даль поставив альбому From the Heart of a Woman оцінку 3 з 5 і написав: «Ще один дуже гідний запис, хоча Тейлор не зовсім переконлива у джазовій пісні „Sure Had a Wonderful Time Last Night“. Набагато більше підходять до її хрипкого гарчання її власна „It Tok a Long Time“, фанкова „Something Strange Is Going On“ і зворушлива соул-балада Етти Джеймс „I'd Rather Go Blind“ (яку гарно доповнює гітара Крісса Джонсона).».
Юрій Соловйов з порталу Blues.Ru у своїй рецензії поставив оцінку альбому 3,5 з 5, відзначивши, що «мабуть, це найбільш різноплановий альбом королеви — окрім потужного блюзу Чикаго, на ньому присутній і соул, і свінг, і ритм-і-блюз. Але всі ці стилі поєднує неповторний потужний голос та енергійна подача великої співачки. Навряд, що це один із найсильніших дисків Тейлор, але робота цілком гідна…».
The New York Times написала: «Ізюминкою є сувора, але свінгова версія пісні Діни Вашингтон „Blow Top Blues“ у виконанні пані Тейлор, яка чудово контрастує з декількома записами в більш типовому жорсткому чиказькому стилі.».

## Список композицій
1. «Something Strange Is Going On» (Макквін, Едвін Вільямс) — 4:01
2. «I'd Rather Go Blind» (Еллінгтон Джордан, Білл Фостер) — 4:57
3. «Keep Your Hands off Him» (Джей Макшенн, Прісцилла Боумен) — 3:42
4. «Thanks, But No Thanks» (Емері Вільямс-молодший) — 4:14
5. «If You Got a Heartache» (Дедрік Мелоун, Джозеф Скотт) — 3:42
6. «Never Trust a Man» (Кері Белл Гаррінтгон) — 3:42
7. «Sure Had a Wonderful Time Last Night» (Луї Джордан) — 3:22
8. «Blow Top Blues» (Леонард Фезер) — 4:20
9. «If Walls Could Talk» (Боббі Міллер) — 3:50
10. «It Took a Long Time» (Коко Тейлор) — 2:44

## Учасники запису
- Коко Тейлор — вокал
- Крісс Джонсон — гітара
- Семмі Лоугорн — гітара
- Білл Гайд — клавішні
- Корнеліус Бойсон — бас
- Вінс Чеппелл — ударні

Особливі гості
- Біллі Бранч — губна гармоніка (4, 6)
- Емметт «Маестро» Сандерс — соло-гітара (4)
- А. К. Рід — тенор-саксофон (3)

Технічний персонал
- Коко Тейлор, Брюс Іглауер — продюсер
- Фред Брейтберг — інженер
- Ross & Harvey — дизайн обкладинки
- Майкл Вейнстайн — фотографія обкладинки